# Aphonopelma burica
Aphonopelma burica är en spindelart som beskrevs av Valerio 1980. Aphonopelma burica ingår i släktet Aphonopelma och familjen fågelspindlar.
Artens utbredningsområde är Costa Rica. Inga underarter finns listade i Catalogue of Life.